# Sabine Marcelis
Sabine Marcelis (Alkmaar, 1985) is een Nederlandse kunstenaar en ontwerper. Ze richt zich op onderwerpen als transparantie, reflectie en  doorzichtigheid waarbij ze vaak gebruik maakt van pastel en minimalistische kleuren. Vormen, gladde oppervlaktes en materialen zoals hars, glas en steen. Ze beschrijft haar werk zelf als "onderzoek naar licht, hoe het effecten en atmosferen kan creëren".

## Biografie
Marcelis werd geboren in Alkmaar, Nederland. Ze emigreerde op 10-jarige leeftijd met haar gezin naar Waihi, Nieuw-Zeeland. Ze studeerde industriële vormgeving aan de Victoria Universiteit van Wellington voordat ze begin twintig terugkeerde naar Nederland om te studeren aan de Design Academy Eindhoven. Voordat Marcelis voor een carrière in design koos, was ze semi-professioneel snowboarder.
Samen met SolidNature maakte ze in 2023 lange tafel voor de Design Week Milaan. Van de restanten na afbraak ontwierp ze de Gestapelde Vondelfontein voor het Vondelpark. De fontein werkte vanaf september 2024 tot de daaropvolgende winter.